# Flobecq
Flobecq (nld. Vloesberg, pcd. Flôbek) – miejscowość i gmina w Belgii, w Regionie Walońskim, w prowincji Hainaut, w okręgu Ath. Według Dyrekcji Generalnej Instytucji i Ludności, 1 stycznia 2024 roku gmina liczyła 3434 mieszkańców.

## Podział administracyjny
W skład gminy nie wchodzi żadna dzielnica (section).

## Współpraca
Miejscowości partnerskie:
- Cairanne, Francja
- Zdziar nad Sazawą, Czechy